# Jüdischer Friedhof (Oderberg)

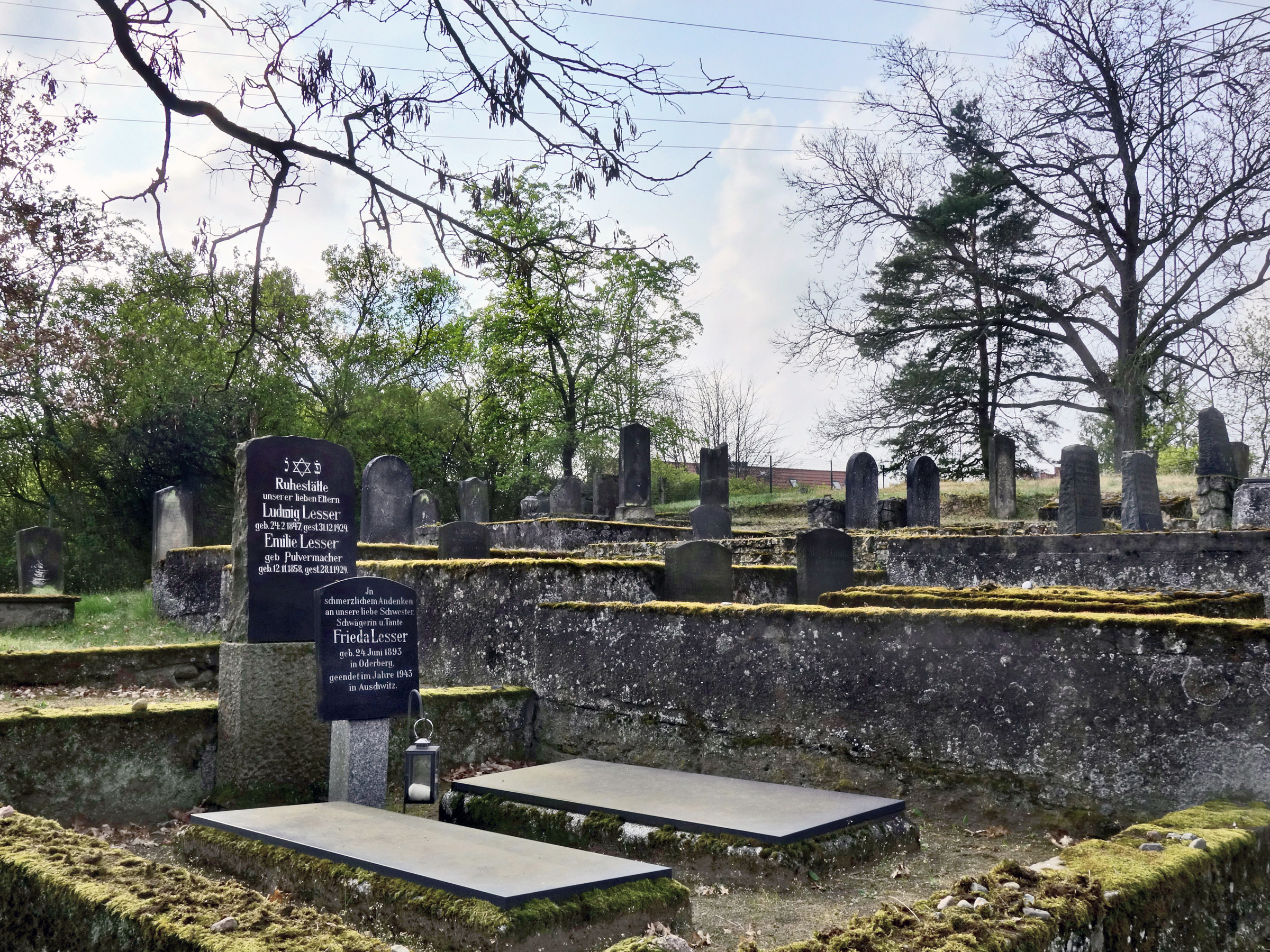
Der jüdische Friedhof in Oderberg (2021)

Der Jüdische Friedhof Oderberg befindet sich in der Stadt Oderberg im Landkreis Barnim im Nordosten des Landes Brandenburg. Als jüdischer Friedhof ist er ein Baudenkmal.
Der Friedhof liegt auf dem „Mönkefeld“ am Südhang der zur Oder steil abfallenden uckermärkischen Höhen. Auf dem 1153 m² großen Friedhof sind knapp 40 Grabsteine, teilweise nur als Fragmente, erhalten. Sie datieren im Zeitraum von 1848 bis 1933. Die älteste erhaltene Grabstelle ist die des Israel Gutherz (1809–1848).

## Geschichte
Der jüdische Friedhof wurde um 1700 angelegt. In der NS-Zeit wurde der Friedhof geschändet, die Grabsteine auf einen Haufen geworfen. 1944 erfolgte ein Zwangsverkauf des Grundstückes für 100 RM an die Stadt. Nach 1945 wurde die Begräbnisstätte – soweit möglich – wieder instand gesetzt und unter Denkmalschutz gestellt. Von 1993 bis 1995 konnte der Friedhof mit Hilfe von großzügigen Spenden instand gesetzt und eine neue Umzäunung angebracht werden.